# Чанг, Кристина
Кристина Чанг (англ. Christina Chang, род. 29 июня 1971) — американская телевизионная актриса. Чанг родилась в Тайбэйе, Тайвань. В семнадцатилетнем возрасте она переехала в США, где обучалась сначала в Канзасском университете, а после окончила Вашингтонский университет. Позже она переехала в Нью-Йорк, где начала свою карьеру на телевидении и с начала двухтысячных появилась в более тридцати телевизионных шоу. У неё была одна из главных ролей в недолго просуществовавшем сериале «Прочная сеть», однако чаще Чанг была заметна благодаря второстепенным ролям представителей власти в таких сериалах, как «24 часа», «Частная практика», «C.S.I.: Место преступления Майами», «Отчаянные домохозяйки» и «Нэшвилл». В 2010 году Чанг получила одну из основных ролей в сериале «Необыкновенная семейка», однако была уволена после двух эпизодов

## Избранная фильмография
- Опять и снова (3 эпизода, 2001)
- Женский клуб (3 эпизода, 2002)
- Без следа (1 эпизод, 2003)
- Западное крыло (1 эпизод, 2003)
- Прочная сеть (12 эпизодов, 2003—2004)
- C.S.I.: Место преступления Майами (10 эпизодов, 2004—2010)
- Юристы Бостона (1 эпизод, 2005)
- Рядом с домом (5 эпизодов, 2005—2007)
- 24 часа (11 эпизодов, 2003—2009)
- Забытые (2 эпизода, 2009)
- Менталист (1 эпизод, 2009)
- Частная практика (4 эпизода, 2010)
- Необыкновенная семейка (2 эпизода, 2010)
- Форс-мажоры (1 эпизод, 2011)
- Свободные леди (4 эпизода, 2011—2012)
- Месть / Revenge (2 эпизода, 2011—2012) — Кэрри Тёргуд
- Фирма (1 эпизод, 2012)
- Отчаянные домохозяйки / Desperate Housewives (3 эпизода, 2012) — окружной прокурор Стоун
- Нэшвилл (13 эпизодов, 2013—2014)
- Хороший доктор